# Пылаев, Евгений Алексеевич
Евгений Алексеевич Пылаев (1919—1951) — советский военный лётчик. Участник Великой Отечественной войны. Герой Советского Союза (1944). Гвардии полковник.

## Биография
Родился в крестьянской семье. Русский. С детских лет с родителями жил в Ленинграде. Окончил 7 классов школы и школу фабрично-заводского ученичества «Юный водник», получил специальность судового механика. Работал в Северо-Западном речном пароходстве помощником механика Ленинградской пристани. Без отрыва от производства занимался в городском аэроклубе. По окончании курса обучения на самолёте У-2 в январе 1939 года Евгений Алексеевич поступил в Чугуевское военное авиационное училище лётчиков-истребителей. По окончании училища был оставлен в нём лётчиком-инструктором. В первый год Великой Отечественной войны Е. А. Пылаев занимался обучением молодых лётчиков. С приближением немецко-фашистских войск к Харькову Евгений Алексеевич вместе с училищем эвакуировался в Казахстан.
В действующую армию младший лейтенант Е. А. Пылаев попал только в августе 1942 года. В это время он в качестве лётчика-инструктора находился с группой молодых лётчиков в станице Слепцовской, где функционировали курсы подготовки командиров звеньев, и не упустил возможность попасть в боевую часть. В боях с немецко-фашистскими захватчиками Евгений Алексеевич с 13 августа 1942 года в должности пилота 88-го истребительного авиационного полка 216-й истребительной авиационной дивизии 4-й воздушной армии Закавказского фронта. Участник Битвы за Кавказ. Боевое крещение принял в воздушном бою в небе над Моздоком. За первые двенадцать дней на фронте Евгений Алексеевич на истребителе И-16 произвёл 27 боевых вылетов. В это время он одержал и свои первые воздушные победы. 23 августа 1942 года в районе Моздока он сбил немецкий самолёт Ме-109. Ещё два истребителя Пылаев сбил в тот же день в составе группы. Особенно запоминающимся для Евгения Алексеевича стал налёт на немецкий аэродром Солдатская 2 октября 1942 года. В результате атаки группы советских истребителей противник потерял сразу 24 самолёта. Лётчик Пылаев в условиях мощного зенитного огня атаковал вражеские самолёты на взлёте и сумел сбить два «Мессершмитта». Точным огнём пушки он также зажёг стоявший на аэродроме транспортный самолёт Ю-52 и ещё один серьёзно повредил. Всего на истребителе И-16 к 11 ноября 1942 года Евгений Алексеевич совершил 143 боевых вылета, провёл 63 воздушных боя, в которых сбил 3 самолёта противника лично и 3 — в составе группы. Боевые вылеты он часто сопровождал штурмовками обнаруженных наземных целей. В период с 13 августа по 11 ноября 1942 года он уничтожил 4 танка, 11 автомашин с войсками и грузами, зенитное орудие, зенитный пулемёт, цистерну с горючим и свыше 40 вражеских солдат и офицеров.
В ноябре 1942 года 88-й истребительный авиационный полк был выведен на перевооружение. Его лётный состав прошёл переобучение на истребителях ЛаГГ-3. Евгению Алексеевичу в это время очень пригодились педагогические навыки, полученные им во время службы лётчиком-инструктором. Он одним из первых освоил самолёт, после чего помогал своим боевым товарищам в освоении новой боевой техники. Вскоре Е. А. Пылаев получил звание лейтенанта и был назначен заместителем командира эскадрильи с одновременным назначением на должность штурмана эскадрильи. 23 мая 1943 года полк вернулся в действующую армию и в составе 229-й истребительной авиационной дивизии принимал участие в воздушных сражениях на Кубани. В конце мая — начале июня 1943 года лётчики полка осуществляли прикрытие наземных войск в районе станиц Киевская и Молдаванская, которые планомерно расшатывали немецкую оборону на линии Готенкопф. Стремясь не допустить прорыва обороны, немецкое командование бросило в бой всю имевшуюся в его распоряжении бомбардировочную авиацию. Для этой цели были привлечены силы 4-го воздушного флота люфтваффе общей численностью до 600 самолётов. В эти напряжённые дни небольшим группам советских истребителей приходилось вступать в бой с армадами немецких бомбардировщиков численностью от 30 до 100 самолётов. Смело врезаясь в боевые порядки врага, советские истребители расстраивали его построение, сеяли панику и срывали прицельное бомбометание. Так, 31 мая 1943 года лейтенант Е. А. Пылаев в составе пятёрки ЛаГГ-3 участвовал в бою шестьюдесятью немецкими бомбардировщиками, следовавшими на бомбардировку советских наземных войск под прикрытием восьми истребителей. 2 июня в районе Киевской семь ЛаГГов полка, в том числе и ЛаГГ-3 лейтенанта Пылаева, вели ожесточённый воздушный бой с тридцатью Ю-87 и восемью истребителями прикрытия. 3 июня Евгений Алексеевич сам был ведущим группы из шести истребителей. Заметив идущую в район Киевской армаду немецких бомбардировщиков численностью до 70 самолётов типа Ю-87, он смело повёл свою группу в бой. В ожесточённом воздушном бою лётчики группы сбили семь Юнкерсов, два из которых были сбиты ведущим, но самое главное, группе удалось не допустить прицельного бомбометания. Всего за время напряжённых воздушных боёв в районе Киевская-Молдаванская лейтенант Пылаев сбил 4 вражеских самолёта лично и один в паре.
В результате воздушных сражений на Кубани советская авиация завоевала превосходство в воздухе, но воздушные бои в небе над Таманью продолжались до осени 1943 года. 12 августа 1943 года в кубанском небе произошёл случай, который как нельзя лучше характеризует Е. А. Пылаева не только как отличного боевого лётчика, но и как надёжного боевого товарища. В этот день Евгений Алексеевич выполнял задание по сопровождению своих штурмовиков. Во время атаки цели один из Ил-2 был подбит огнём зенитной артиллерии и при возвращении группы на свои аэродромы стал отставать. Вскоре его атаковали три вражеских истребителя. Лейтенант Е. А. Пылаев без промедления бросился на выручку товарищей. Вступив в неравный бой, он отбил все атаки неприятеля на неисправный самолёт, после чего сопроводил его до аэродрома. 18 августа 1943 года в день Воздушного Флота СССР Евгению Алексеевичу досрочно было присвоено звание старшего лейтенанта. Осенью 1944 года он принимал участие в Новороссийско-Таманской операции, поддерживал десант в Мысхако, в составе своего подразделения освобождал Новороссийск, Анапу и Темрюк. Всего за период с 23 мая по 9 октября 1943 года на истребителе ЛаГГ-3 лейтенант Е. А. Пылаев совершил 135 боевых вылетов, провёл 27 воздушных боёв, в которых сбил 6 самолётов противника лично, 1 — в группе и 1 — в паре. В начале декабря 1943 года Е. А. Пылаев был назначен на должность помощника командира полка по воздушно-стрелковой службе.
После освобождения Таманского полуострова 4-я воздушная армия вошла в состав образованной из Северо-Кавказского фронта Отдельной Приморской армии. 88-й истребительный авиационный полк обосновался на аэродроме Фонталовская, с которого в течение полугода совершал боевые вылеты на прикрытие портов на Таманском полуострове и наземных войск на плацдармах в Крыму. Лётчики полка действовали с высокой эффективностью. Начальник штаба 88-го истребительного полка Г. А. Пшеняник впоследствии отмечал: 

В результате активных действий наших истребителей противник в начале 1944 года был вынужден выполнять бомбометание с высоты 3500 — 4000 метров. Это заметно снижало эффективность действия немецких бомбардировщиков, заставляло врага переходить на ночные полёты, но и они желаемого результата не принесли — наши истребители были начеку.— Г. А. Пшеняник. Долетим до Одера.
Во время боёв на Керченском полуострове старший лейтенант Е. А. Пылаев неоднократно поднимал группы истребителей на перехват немецких бомбардировщиков, шедших на бомбардировку переднего края обороны советских войск. Евгений Алексеевич в этот период провёл 12 воздушных боёв, в результате которых лично сбил 4 немецких самолёта. В ходе начавшегося 8 апреля 1944 года наступления войск Отдельной Приморской армии на Керченском полуострове Е. А. Пылаев совершал по четыре боевых вылета в день на сопровождение штурмовиков и бомбардировщиков, взламывавших немецкую оборону. Евгений Алексеевич не только защищал их от атак вражеских истребителей, не допустив среди них ни одной потери, но и сам принимал деятельное участие в штурмовках, в ходе которых сжёг 6 автомашин с военными грузами и истребил около 15 солдат противника. За отличие в боях за освобождение Крыма приказом НКО СССР № 55 от 14 апреля 1944 года 88-й истребительный авиационный полк был преобразован в 159-й гвардейский. В середине апреля 1944 года Отдельная Приморская армия влилась в состав 4-го Украинского фронта, а 159-й гвардейский ИАП был передан в состав 8-й воздушной армии. В период боёв за Севастополь гвардии старший лейтенант Е. А. Пылаев совершал боевые вылеты на сопровождение штурмовиков и прикрытие своей военной инфраструктуры. В период с 19 апреля по 9 мая 1944 года он записал на свой боевой счёт три сбитых вражеских истребителя ФВ-190. За отличие в боях был произведён в гвардии капитаны. Всего к маю 1944 года Е. А. Пылаев произвёл 285 боевых вылетов с налётом 244 часа 50 минут, в том числе на перехват вражеских самолётов — 34, на разведку переднего края и войск противника — 33, на сопровождение своих штурмовиков и бомбардировщиков — 152, на прикрытие наземных войск и объектов военной инфраструктуры — 34, на штурмовку — 32. Евгений Алексеевич провёл 94 воздушных боя, сбил 16 немецких самолётов лично, 3 самолёта — в составе группы и 1 самолёт в составе пары. 10 мая 1944 года командир полка гвардии майор В. И. Максименко представил гвардии капитана Е. А. Пылаева к званию Героя Советского Союза. Указ Президиума Верховного Совета СССР был подписан 26 октября 1944 года.
Через несколько дней после освобождения Севастополя остатки немецко-фашистских войск капитулировали на мысе Херсонес. Лётный состав 159-го гвардейского истребительного авиационного полка к этому времени уже передал свои самолёты в другие части и был выведен в тыл, где получил новые истребители Ла-5. В июне 1944 года полк прибыл на 2-й Белорусский фронт и вновь влился в состав 4-й воздушной армии. Летом 1944 года гвардии старший лейтенант Е. А. Пылаев принимал участие в операции «Багратион» (Могилёвская, Минская, Белостокская и Осовецкая операции), освобождал Могилёв, Волковыск, Белосток и Осовец. В памяти боевых товарищей Евгения Алексеевича осталось немало воспоминаний о его подвигах при освобождении Белоруссии. Об одном из героических эпизодов через много лет после окончания войны вспоминали его однополчане Г. А. Пшеняник и К. Л. Карданов. В самом начале Могилёвской операции гвардии капитан Е. А. Пылаев сопровождал группу Ил-2 на штурмовку железнодорожной станции Реста, где скопилось до 500 железнодорожных вагонов. Кубати Локманович в своей книге Полёт к Победе так описал последовавшие события: 

В один из составов производилась погрузка пехоты, остальные стояли с боевой техникой, готовые к отправке. Штурмовики в первую очередь ударили по паровозам, которые были поданы к эшелонам, и по стрелкам на выходе со станции, а истребители под управлением Е. А. Пылаева стали штурмовать состав с солдатами. В результате этого удара станция Роста была выведена из строя и прекращено движение по линии Могилёв — Орша, что способствовало захвату большого количества подвижного состава с грузами и имуществом.
 Вспомнил прославленный лётчик Карданов ещё один эпизод того же времени: 

Во время разведки ближнего тыла противника Пылаев заметил хвост эшелона, который втягивался в лесной массив. Он со своим напарником с пикирования атаковал его. После второй атаки эшелон остановился, и гитлеровцы спешно отцепили паровоз. Через несколько минут один из вагонов загорелся, и тут же с большой силой стали взрываться другие вагоны. Эшелон с боеприпасами был уничтожен полностью.— К. Л. Карданов. Путь к Победе.
 30 июня 1944 года четвёрка истребителей Ла-5 под командованием гвардии капитана Пылаева сопровождала 4 Ил-2 на штурмовку колонны противника на шоссе Могилёв — Минск в район деревни Пороходница. Ещё при подходе к цели Евгений Алексеевич заметил группу из двадцати бомбардировщиков Хе-111, следовавших для выброски военных грузов и продовольствия для окружённой в районе Заозерья группировки. Успешно выполнив боевую задачу, группа Пылаева настигла противника при подходе к цели. В результате воздушного боя было сбито 3 вражеских самолёта, один из которых на свой счёт записал ведущий группы. Остальные, поспешно сбросив груз куда попало, ретировались с поля боя. 2 августа 1944 года четвёрка Ла-5 под командованием гвардии капитана Е. Пылаева вела неравный бой с шестью немецкими ФВ-190 в районе населённого пункта Райгруд Белостокской области Белорусской ССР. В ожесточённой схватке советские лётчики одержали блестящую победу, сбив два немецких истребителя, один из которых сбил Евгений Алексеевич. В октябре 1944 года дважды участвовал в налётах на аэродром Цеханув в глубоком тылу противника. В результате атак ему удалось уничтожить два самолёта на земле.
В декабре 1944 года командир одной из эскадрилий полка гвардии майор А. А. Постнов был переведён на должность заместителя командира 159-го гвардейского истребительного полка, и до конца войны гвардии капитан Е. А. Пылаев совмещал должность помощника командира полка по воздушно-стрелковой службе с должностью командира эскадрильи.
.

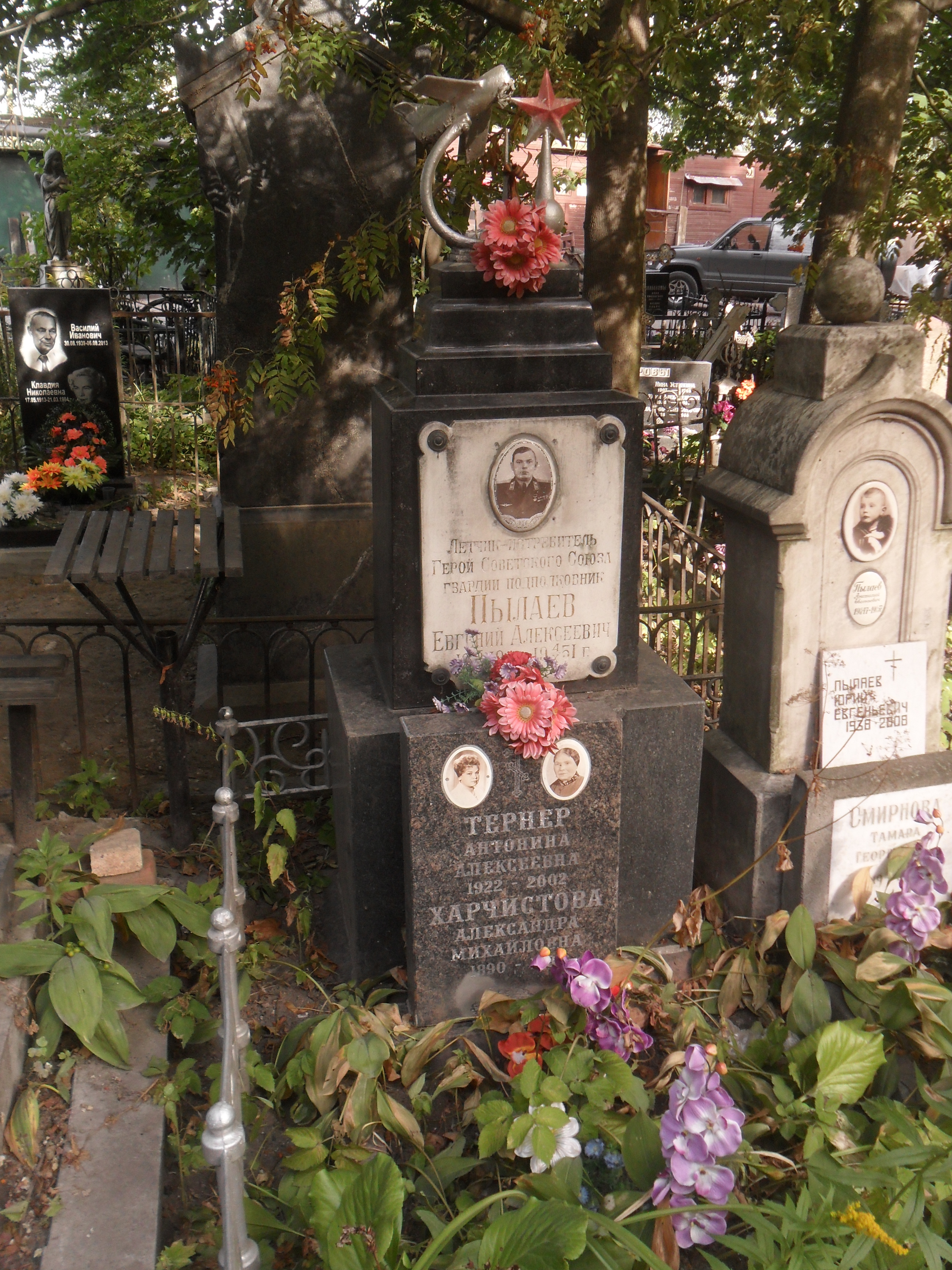
Могила Пылаева на Красненьком кладбище Санкт-Петербурга

В рамках Берлинской операции принимал участие в боях за Пренцлау, прикрывал части 65-й армии во время форсирования реки Одер и дальнейшего наступления на Штеттин. 23 апреля 1945 года одержал свою последнюю документально подтверждённую воздушную победу, сбив в районе населённого пункта Надрензее немецкий истребитель ФВ-190.
Всего к концу войны гвардии капитан Е. А. Пылаев произвёл 425 боевых вылетов, в том числе 143 вылета на истребителе И-16, 135 вылетов на истребителе ЛаГГ-3 и 147 вылетов на истребителе Ла-5. В воздушных боях он одержал 19 личных побед. Ещё четыре самолёта сбил в составе группы и один самолёт — в паре. В результате штурмовых действий им было уничтожено 3 самолёта на земле, 4 танка, 2 цистерны с горючим, 3 артиллерийских орудия, 23 зенитных орудия, 20 подвод с боеприпасами, до сотни автомашин с войсками и грузами, несколько железнодорожных вагонов, склад с боеприпасами и до 300 вражеских солдат и офицеров. Боевой путь завершил на аэродроме Пазевальк в 115 километрах от Берлина.
После окончания Великой Отечественной войны продолжил службу в военно-воздушных силах СССР. В 1949 году окончил Высшие лётно-тактические курсы усовершенствования офицерского состава. Командовал истребительным авиационным полком в Ленинградском военном округе. Освоил реактивный истребитель, получил квалификацию военного лётчика 1-го класса.
Гвардии полковник Е. А. Пылаев скоропостижно скончался 5 сентября 1951 года на 32 году жизни. Похоронен на Красненьком кладбище города Санкт-Петербурга.

## Список известных личных побед Е. А. Пылаева
| №  | Дата       | Тип самолёта             | Место боя                                   |
| -- | ---------- | ------------------------ | ------------------------------------------- |
| 1  | 23.08.1942 | Messerschmitt Bf.109     | в районе передовой к северу от Моздока      |
| 2  | 02.10.1942 | Messerschmitt Bf.109     | Солдатская                                  |
| 3  | 02.10.1943 | Messerschmitt Bf.109     | Солдатская                                  |
| 4  | 26.05.1943 | Messerschmitt Bf.109     | Трудовой                                    |
| 5  | 02.06.1943 | Junkers Ju 87            | Тамбуловский (Крымский район)               |
| 6  | 03.06.1943 | Junkers Ju 87            | Киевское (хутор Благодарный)                |
| 7  | 03.06.1943 | Junkers Ju 87            | Киевское (хутор Благодарный)                |
| 8  | 25.06.1943 | Messerschmitt Bf.109     | Старонижестеблиевская                       |
| 9  | 19.08.1943 | Focke-Wulf Fw 190 Wurger | Крымская                                    |
| 10 | 26.02.1944 | Junkers Ju 87            | Катерлез                                    |
| 11 | 02.03.1944 | Junkers Ju 87            | Колонка                                     |
| 12 | 03.03.1944 | Junkers Ju 87            | Катерлез                                    |
| 13 | 22.03.1944 | Junkers Ju 87            | Катерлез                                    |
| 14 | 19.04.1944 | Focke-Wulf Fw 190 Wurger | Кызыл-Коба                                  |
| 15 | 06.05.1944 | Focke-Wulf Fw 190 Wurger | Северная бухта (Севастополь)                |
| 16 | 07.05.1944 | Focke-Wulf Fw 190 Wurger | в 2 км западнее отметки 119,1 (Севастополь) |
| 17 | 30.06.1944 | Heinkel He 111           | Заозерье                                    |
| 18 | 02.08.1944 | Focke-Wulf Fw 190 Wurger | Райгруд                                     |
| 19 | 23.04.1945 | Focke-Wulf Fw 190 Wurger | Надрензее/Шторков                           |

## Награды
- Медаль «Золотая Звезда» (26.10.1944);
- орден Ленина (26.10.1944);
- три ордена Красного Знамени (17.06.1943; 28.04.1944; 24.10.1944);
- орден Отечественной войны 1-й степени (24.09.1943);
- орден Отечественной войны 2-й степени (24.05.1945);
- орден Красной Звезды (09.09.1942);
- медали, в том числе:
  - медаль «За оборону Кавказа» (30.09.1944).

## Память
- Имя Героя Советского Союза Е. А. Пылаева увековечено в парке Победы на Поклонной горе в Москве.
- Именем Героя Советского Союза Е. А. Пылаева назван сухогрузный теплоход типа «Волго-Балт» (Проект судна: 2-95А; год постройки: 1972)[8].

## Документы
- Общедоступный электронный банк документов «Подвиг Народа в Великой Отечественной войне 1941—1945 гг.» Дата обращения: 15 августа 2013. Архивировано из оригинала 13 марта 2012 года.

Представление к званию Героя Советского Союза и указ ПВС СССР о присвоении звания.
Орден Красного Знамени (наградной лист и приказ о награждении от 17.06.1943).
Орден Красного Знамени (наградной лист и приказ о награждении от 28.04.1944).
Орден Красного Знамени (наградной лист и приказ о награждении от 24.10.1944).
Орден Отечественной войны 1-й степени (наградной лист и приказ о награждении).
Орден Отечественной войны 2-й степени (наградной лист и приказ о награждении).
Орден Красной Звезды (наградной лист и приказ о награждении).